# Sandsjön (Nordmarks socken, Värmland)
Sandsjön är en sjö i Filipstads kommun i Värmland och ingår i Göta älvs huvudavrinningsområde. Sjön är 16 meter djup, har en yta på 1,27 kvadratkilometer och befinner sig 227,2 meter över havet.

## Delavrinningsområde
Sandsjön ingår i det delavrinningsområde (664396-140434) som SMHI kallar för Utloppet av Sandsjön. Medelhöjden är 265 meter över havet och ytan är 11,87 kvadratkilometer. Räknas de 12 avrinningsområdena uppströms in blir den ackumulerade arean 52,23 kvadratkilometer. Sandsjöälven som avvattnar avrinningsområdet har biflödesordning 4, vilket innebär att vattnet flödar genom totalt 4 vattendrag innan det når havet efter 376 kilometer. Avrinningsområdet består mestadels av skog (86 procent). Avrinningsområdet har 1,27 kvadratkilometer vattenytor vilket ger det en sjöprocent på 10,7 procent.